# (11133) Kumotori
(11133) Kumotori est un astéroïde de la ceinture principale.

## Description
(11133) Kumotori est un astéroïde de la ceinture principale. Il fut découvert le 2 décembre 1996 à Ōizumi par Takao Kobayashi. Il présente une orbite caractérisée par un demi-grand axe de 2,78 UA, une excentricité de 0,06 et une inclinaison de 10,7° par rapport à l'écliptique.

## Compléments